# Medard Santmartí i Aguiló
Medard Santmartí i Aguiló (Barcelona, 1855 - Madrid, 11 de juny de 1891) fou un escultor i artista català.

## Biografia
Fill i germà d'artistes, el seu pare era Anton Sanmartí, pintor, corista del Liceu i un dels primers dibuixants litogràfics barcelonins; i el seu germà fou músic, deixeble de Nicolau Manent. Començà treballant al taller de Vicenç Oms, i passà posteriorment pels dels mestres Aleu i Roig; en paral·lel, estudiava a l'Escola de Belles Arts de Barcelona. Alguns dels seus primers treballs foren una parella de gegants per a la processó de Santa Maria del Mar (Gegants de Santa Maria del Mar), i un conjunt de cabuts per a la de la Corunya.
Fou deixeble de Jeroni Miquel Suñol i Pujol, i acompanyà aquest quan es traslladà a Madrid. Amb l'escultura La pesca guanyà la medalla segona de la "Exposición Nacional" del 1878, i a l'any següent el Ministeri de Foment el becà per anar a perfeccionar estudis a Roma. En l'estada a la capital italiana esculpí Sacrifici de Políxena (1880, relleu), El soldat de Marató (1883), El sacrifici d'Ifigènia i el grup Istolaci i Indortes alçant el crit d'Independència pàtria (1884). Després de tornar de Roma, fou autor de Foner balear i La Verge de les Escoles Pies abans d'esculpir uns Sant Mateu i Sant Joan, per a la Real Basílica de San Francisco el Grande de Madrid (1884?); i retrats de Manuel Becerra (1885), José Casado del Alisal i Emilio Castelar. El 1889 feu l'estàtua del Marqués de Pontejos (Joaquín Vizcaíno y Martínez Moles, fundador de la Caixa d'Estalvis de Madrid), gràcies a un encàrrec guanyat en concurs. Es presentà a diverses exposicions.

## Algunes obres destacades de l'artista

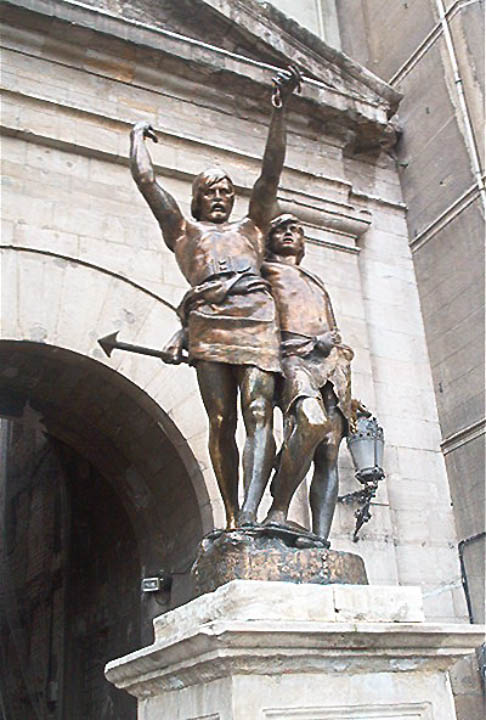
Estàtua d'Indíbil i Mandoni

- Estàtua d'Indíbil i Mandoni situada a davant l'Arc del Pont (antiga entrada a la ciutat de Lleida), rededicada dels antics guerrers Istolaci i Indortes als més coneguts Indíbil i Mandoni.[2]
- Retrat de Clemente Mateo-Sagasta de 1888. Conservada a la Biblioteca Museu Víctor Balaguer.

## Exposicions
- Exposició Nacional de 1878 amb medalla de segona classe a l'obra titulada La pesca
- Exposició Universal de París de 1878
- Exposició del Cercle de Belles Arts de Madrid de 1883 amb l'obra titulada Una bañista
- Exposició Nacional de Belles Arts de Madrid de 1884. Presentà el grup escultòric en guix amb el títol Grito de independencia.[3]
- Exposició Nacional de Belles Arts de Madrid de 1890. Presentà tres obres: Bust de Clemente Sagasta, bust de Casado del Alisal i bust del Marqués vidu de Pontejos.[4]